# Kanton Oradour-sur-Vayres
Kanton Oradour-sur-Vayres (francouzsky Canton d'Oradour-sur-Vayres) je francouzský kanton v departementu Haute-Vienne v regionu Limousin. Tvoří ho pět obcí.

## Obce kantonu
- Cussac
- Champagnac-la-Rivière
- Champsac
- Oradour-sur-Vayres
- Saint-Bazile